# Bellevue (Alberta)
Bellevue (/ˈbɛlvjuː/) ist eine Urban Community auf einer Höhe von 1305 Metern in den Rocky Mountains innerhalb des Verwaltungsbezirks Crowsnest Pass im Südwesten Albertas, Kanada. Vor 1979 war sie ein Village, das sich mit vier anderen Gemeinden zu Crowsnest Pass zusammenschloss.
Im Gegensatz zu einigen anderen Gemeinden in Crowsnest Pass, die von einer einzigen Kohlemine abhängig waren, profitierte Bellevue von der Nähe mehrerer erfolgreicher Minen, die trotz Rückschlägen durch Brände, Streiks, Minenunfälle und Schwankungen auf dem Kohlemarkt bis heute Bestand haben.

## Geschichte
Bellevue wurde 1905 auf dem flachen Land oberhalb der Bellevue-Mine gegründet, die von den in Frankreich beheimateten West Canadian Collieries (WCC) betrieben wurde. Das Postamt wurde im Jahr 1907 eröffnet. Die Namensgebung der Stadt wird Elsie Fleutot zugeschrieben, der jungen Tochter eines der frankokanadischen Direktoren von WCC, Jules J. Fleutot, nachdem sie ausgerufen hatte: „Quelle belle vue!“ (Was für eine schöne Aussicht!). 1909 nahm die Maple Leaf Coal Company den Betrieb der Mohawk-Bitumenmine auf und errichtete die Siedlung Maple Leaf in der Nähe von Bellevue. Im Jahr 1913 verlegte WCC viele seiner Arbeiter von den geschlossenen Betrieben in Lille nach Bellevue. Auf der Dominion Exhibition 1910 in Calgary stellte WCC einen fünf Tonnen schweren Kohleblock aus.
Diese Zeit des Wachstums verlief nicht ohne Rückschläge. Bei einer Explosion in der Bellevue-Mine während einer Teilnachmittagsschicht am 9. Dezember 1910 kamen 30 Bergleute ums Leben. Im Jahr 1917 zerstörte ein Feuer den größten Teil des Geschäftsviertels von Bellevue, gefolgt von kleineren Bränden in den Jahren 1921 und 1922. Eine Barackensiedlung namens Bush Town oder Il Bosc unterhalb von Bellevue wurde im Jahr 1923 überflutet, blieb aber noch einige Jahre bestehen.
West Canadian Collieries eröffnete 1945 die Adanac-Mine in Byron Creek, aber bis 1957 wurden alle Minen im Gebiet Bellevue geschlossen. Die Kippanlage in Bellevue verarbeitete weiterhin Kohle aus dem WCC-Tagebau Grassy Mountain, wurde aber 1962 nach der Schließung dieses Betriebs entfernt. Diese Schließungen führten zu einem kritischen Rückgang der Steuerbasis von Bellevue.
Am 1. Januar 1957 wurde Bellevue schließlich als Village gegründet. Die Verlegung des Highways 3 in den 1970er Jahren führte zu einem Niedergang des Geschäftsviertels von Bellevue. Am 3. November 1978 verabschiedete die Regierung von Alberta den Crowsnest Pass Municipal Unification Act, der am 1. Januar 1979 zur offiziellen Eingemeindung des Village Bellevue mit der Town Blairmore, der Town Coleman, dem Village Frank und dem Improvement District (ID) Nr. 5 führte.

### Schießerei im Café Bellevue
Am 2. August 1920 raubten die Bergleute George Arkoff, Ausby Auloff und Tom Bassoff mit vorgehaltener Waffe den Zug Nr. 63 der Canadian Pacific Railway aus, in der Hoffnung, den reichen Rumhändler Emilio „Emperor Pic“ Picariello an Bord zu finden. Auf der Flucht vor der Royal Canadian Mounted Police, der Alberta Provincial Police und der CPR Police entkam Auloff in die Vereinigten Staaten, während Bassoff und Arkoff in der Gegend blieben. Am 7. August wurden die beiden im Bellevue Café gesichtet. Drei Polizisten drangen durch die Vorder- und Hintertür in das Café ein, und bei der anschließenden Schießerei wurden Arkoff, RCMP Corporal Ernest Usher und APP Constable F.W.E. Bailey getötet, während Bassoff verwundet in die Trümmer des Bergsturzes von Frank entkam. Während der Verfolgung wurde Special Constable Nicolas Kyslik versehentlich von einem anderen Beamten angeschossen und getötet. Bassoff wurde schließlich ohne Zwischenfälle am 11. August in Pincher Station, 35 Kilometer östlich, festgenommen.
Obwohl Zeugenaussagen darauf hindeuten, dass die Polizeibeamten sich nicht identifiziert hatten und wahrscheinlich zuerst geschossen hatten, wurde Bassoff des Mordes für schuldig befunden und am 22. Dezember 1920 in Lethbridge gehängt.
Ausby Auloff wurde 1924 in der Nähe von Butte, Montana, gefangen genommen, nachdem er versucht hatte, eine unverwechselbare Eisenbahnuhr zu verkaufen. Auloff, der an der Schießerei nicht beteiligt gewesen war, wurde nach Alberta zurückgebracht, wo er zu sieben Jahren Haft verurteilt wurde und 1926 starb.